# HBE T 2
Der HBE T 2 war ein Triebwagen der Halberstadt-Blankenburger Eisenbahn (HBE). Er wurde für den Betrieb auf dem Netz der Gesellschaft beschafft, um gegenüber Dampfzügen mit geringer Auslastung die Kosten zu senken und gegenüber dem Autobusverkehr ein konkurrenzfähiges Verkehrsmittel auf der Schiene anzubieten. Das Fahrzeug war der zweite Triebwagen der genannten Gesellschaft. Er wurde nach 1949 von der Deutschen Reichsbahn als VT 135 514 übernommen. Das Fahrzeug war bis 1963 aktiv. Es ist heute nicht mehr vorhanden.

## Geschichte

### HBE T 2
Da sich der Silbervogel im Betrieb bewährt hatte, wollte die Gesellschaft der Halberstadt-Blankenburger Eisenbahn mehrere Triebwagen für den Betrieb in den verkehrsschwachen Zeiten beschaffen. Als Folge der Weltwirtschaftskrise wurde ihr jedoch nur ein Triebwagen bewilligt, der 1934 von der Dessauer Waggonfabrik geliefert wurde. Im Gegensatz zu dem Silbervogel war der neue Triebwagen mit Zug- und Stoßeinrichtung versehen und war für den Betrieb mit Anhänger vorgesehen. Dafür wurde ein vorhandener Personenwagen in einen Beiwagen für den Triebwagen umgebaut.
Das Gespann versah danach den Dienst auf dem Netz der HBE. Die Erfahrungen mit ihm waren positiv, so dass es 1938 zur Auslieferung eines dritten Triebwagens mit der Bezeichnung HBE T 3 kam. Über Einsätze während des Zweiten Weltkrieges gibt es keine Informationen, bestimmt wird das Fahrzeug aber auf Grund der Streckentopografien nicht auf einen Antrieb mit Holzvergaser umgestellt worden sein.

### VT 135 514
Nach dem Krieg wurde es von der Deutschen Reichsbahn übernommen und als VT 135 514 bezeichnet. Beheimatet war das Fahrzeug bis 1960 in Blankenburg und wurde dann nach Aschersleben abgegeben. Dort wurde dem Fahrzeug ein Unfall zum Verhängnis, worauf es abgestellt wurde. Nach längerer Abstellzeit wurde es 1967 ausgemustert und im selben Jahr in Aschersleben verschrottet.

## Konstruktive Merkmale
Das im Waggonbau Dessau hergestellte und von den Abmaßen dem nach Skizzenblatt VT/A 3099 der WUMAG ähnliche Fahrzeug (siehe VT 135 521) besaß gegenüber diesen Fahrzeugen einige größere äußere Unterschiede. So war die Stirnfront mit den Scheinwerfern anders gestaltet, und außerdem besaß das Fahrzeug in der Mitte eine zusätzliche Ladefläche mit einem Fassungsvermögen von 2 m² einschließlich mittlere Ladetür. Auch gegenüber anderen vom Waggonbau Dessau hergestellten Fahrzeugen, wie  dem VT 135 531, fällt die geänderte Vorderfront auf.
Technisch war das Fahrzeug mit den bewährten Ausrüstungen der damaligen Zeit versehen. Die Maschinenanlage bestand aus dem Dieselmotor von Deutz und dem Mylius-Getriebe als mechanische Leistungsübertragung.